# Scaphiophryne obscura
Scaphiophryne obscura és una espècie de granota que viu a Madagascar.